# Gaspard Duché de Vancy
Pour les articles homonymes, voir Duché de Vancy.
Gaspard Duché de Vancy né en 1756 à Paris et mort en 1788 aux Îles Salomon est un peintre, dessinateur et navigateur français.

## Biographie

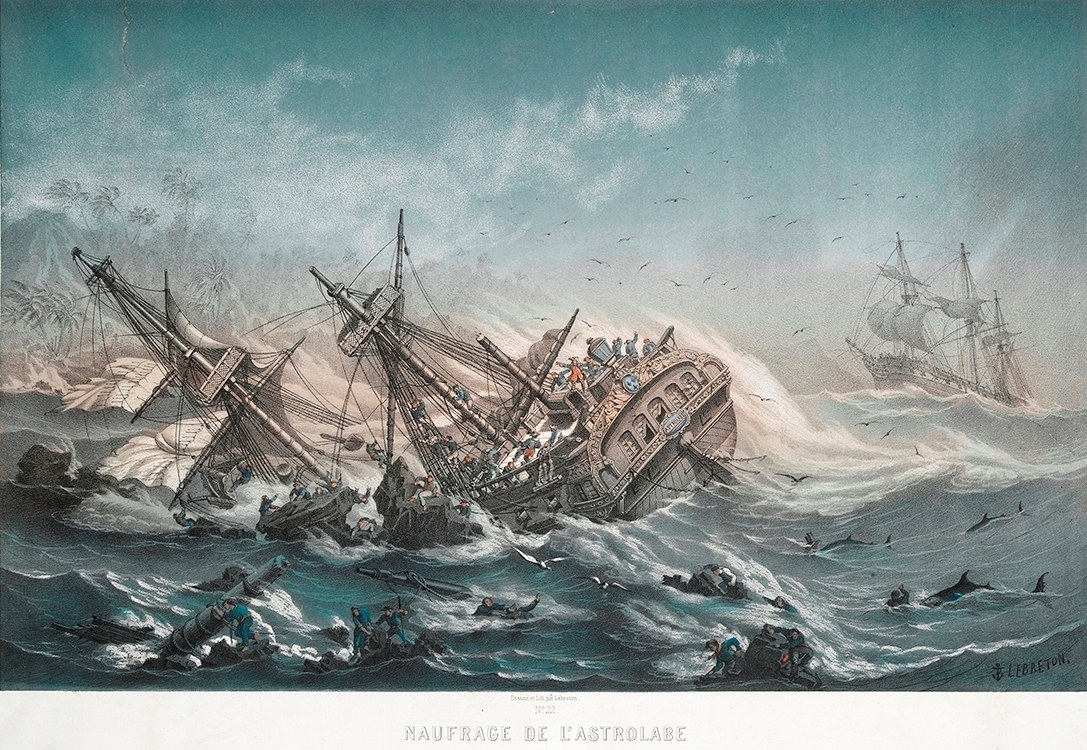
Le naufrage de L’Astrolabe et de La Boussole dans lequel disparaissent François Michel Blondela et Gaspard Duché de Vancy en 1788.

Artiste officiel de l'expédition de La Pérouse, Gaspard Duché de Vancy fut élève de Joseph-Marie Vien à l'Académie royale de peinture et de sculpture. Il exposa au Salon des jeunes artistes de Paris en 1781, ainsi qu'à la Royal Academy de Londres en 1784. Il fit le portrait de Stanislas Leszczynski, du secrétaire du royaume de Naples (1784) et celui de la reine de France Marie-Antoinette.
Une partie des dessins réalisés au cours de l'expédition de La Pérouse, dont ceux des statues de l'île de Pâques, ainsi que ceux de son confrère François Michel Blondela (1761-1788), ont été sauvegardé car La Pérouse voulant rendre compte au roi, confia en septembre 1787 à Barthélemy de Lesseps des livres de bord, des dessins et autres courriers pour la Société d'histoire naturelle de Paris lors de son débarquement au Kamtchatka le 29 septembre 1787, remis à la cour de Versailles le 17 octobre 1788,.
Le crâne retrouvé lors  de l'expédition partie à la recherche des épaves de la Boussole et de l'Astrolabe ne semble pas être le sien d'après les tests ADN.

## Œuvres dans les collections publiques
France
- Paris :
  - musée Carnavalet :
    - L'Assemblée du prince de Condé au palais des États de Dijon, le 4 may 1778 ;
    - L'Amour guidant deux jeunes couples ;
    - Exposition de tableaux et dessins de la place Dauphine.

  - musée national de la Marine : Illustration de l'Île de Pâques.
  - Vincennes, Service historique de la Défense : fonds de dessins de l'expédition de La Pérouse.

Royaume-Uni
- Londres, British museum.

## Expositions
- 1780 : Exposition des tableaux et dessins de la place Dauphine[4].
- 1905 : Exposition de la jeunesse au XVIIIe siècle, Paris, musée Carnavalet.